# Sharon A. Hill
Sharon A. Hill (12 agosto 1970) è una geologa, scrittrice e oratrice scientifica statunitense, nota per le sue ricerche sull'interazione tra scienza e pubblico, concentrandosi su argomenti relativi all'istruzione e ai media. La ricerca di Hill è particolarmente interessata ad argomenti relativi ai fenomeni naturali paranormali, pseudoscientifici e anomali, ed è iniziata presso l'Università di Buffalo, dove ha conseguito la laurea in questo settore. Si è anche laureata in geoscienze presso la Pennsylvania State University e lavora come geologa in Pennsylvania.
Hill è la fondatrice di Doubtful News, un sito di notizie che collega riassunti e commenti a fonti di notizie originali, fornendo informazioni per valutare criticamente le affermazioni fatte dai media. Il sito web non è più aggiornato. È anche produttrice e conduttrice del podcast Doubtful News chiamato 15 Credibility Street. Ha anche creato il sito web Spooky Geology.
Hill ha contribuito al giornale web americano The Huffington Post ed è apparsa in media scritti e podcast discutendo argomenti correlati. Ha scritto la rubrica Sounds Sciencey per il Committee for Skeptical Inquiry (CSI), ha contribuito con rapporti e articoli a Skeptical Inquirer e Skeptical Briefs e ha contribuito a varie riviste web scientifiche e paranormali. Hill è stata anche relatrice in diverse conferenze legate alla scienza e alla fantascienza, tra cui Balticon, The Amaz!ng Meeting (TAM), NECSS e Dragon Con.
Nel 2012, Hill è stata nominata consulente scientifico e tecnico per il Center for Inquiry. Nel 2017 ha pubblicato il suo primo libro "Scientifical Americans: The Culture of Amateur Paranormal Researchers".

## Carriera
Hill ha lavorato come geologa presso il Dipartimento di protezione ambientale dello Stato della Pennsylvania nell'ufficio minerario del dipartimento. In qualità di geologa ed esperta di politiche pubbliche, Hill è stata coinvolta nelle indagini e negli sforzi di bonifica delle doline e ha presentato relazioni sulle politiche pubbliche relative alle doline  nonché su questioni di regolamentazione mineraria.

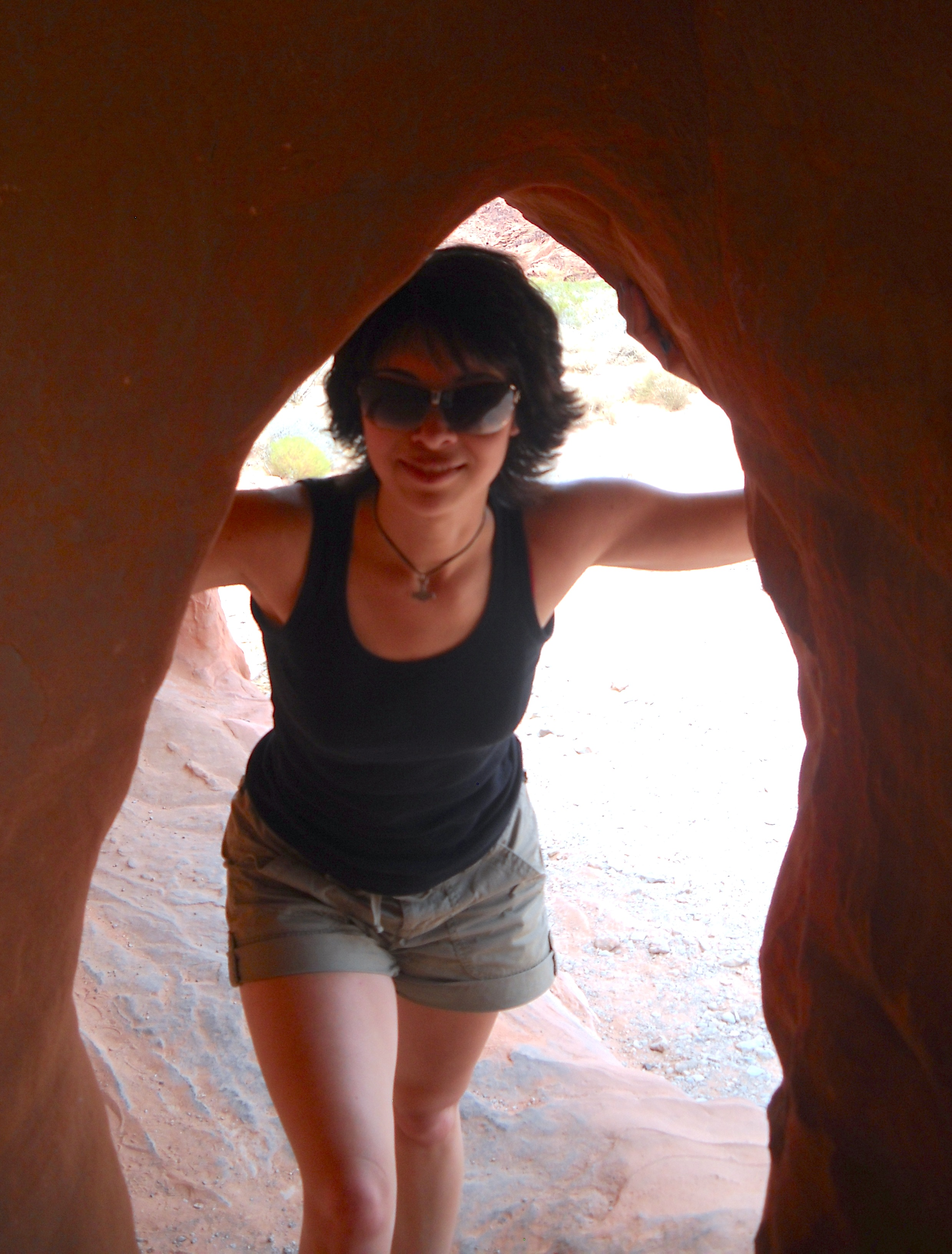
Collina nel Valley of Fire State Park, Nevada, 2010

### Scetticismo scientifico
Interessata a fantasmi e mostri fin dalla giovane età, man mano che Hill cresceva si rese conto che "la scienza era un modo migliore per spiegare il mondo". Riconosce le opere di Stephen Jay Gould come la sua porta d'accesso allo scetticismo. Nel suo Incontro con gli scettici del 2011!, in un'intervista podcast, afferma che diventare scettica è stato un processo graduale e che si è resa conto che "c'era un modo migliore per guardare questi argomenti [fantasmi] in modo più critico". Nel 2012, Hill è stata nominata consulente scientifico e tecnico per il Center for Inquiry.
Hill ha collaborato con l'ex cacciatore di fantasmi diventato scettico Kenny Biddle per formare e organizzare la Anomalies Research Society, una rete di professionisti che si concentra su indagini etiche e basate sull'evidenza di eventi paranormali e anomali. Nel marzo 2013, Hill ha lanciato il documento "Media Guide to Skepticism", pubblicato sul sito web della James Randi Educational Foundation . [10] Ha detto di essersi ispirata alla "Media Guide to Volcanoes" di Wired.com, con l'obiettivo di assistere i giornalisti che cercano di scrivere sullo scetticismo scientifico, così come quelli nuovi al movimento.
Hill è stata anche una blogger collaboratrice per The Huffington Post come "una ricercatrice specializzata nell'interazione tra scienza, media e pubblico" e ha contribuito a vari blog scettici, scientifici e paranormali come Skeptoid  e  Paranormal Pop Culture di Aaron Sagers.
Nel 2018, Hill ha pubblicamente evitato l'etichetta scettica a causa delle connotazioni negative percepite del termine e dei problemi che ha con lo scetticismo organizzato. Ha affermato: "L'etichetta è limitante ed è piena di presupposti errati di essere elitario, arrogante e di mentalità chiusa". Ha anche affermato: "L'adesione e la difesa dell'ateismo, una nicchia separata e più ristretta, continuano a essere confuse con lo scetticismo". Mantiene il suo sostegno alla "filosofia e al processo dello scetticismo scientifico". Questo atteggiamento è stato prefigurato nella sua rubrica Sounds Sciencey nel 2013, in cui ha affermato che i termini scettici e credenti sono limitanti, in particolare il modo in cui entrambi i termini sono percepiti culturalmente. Né i suoi siti web né il suo podcast usano la parola scettico.

## Opere
- Sharon A. Hill, Scientifical Americans: The Culture of Amateur Paranormal Researchers, McFarland, 2017, ISBN 978-1476672472.